# Львовский духовный театр «Воскресение»

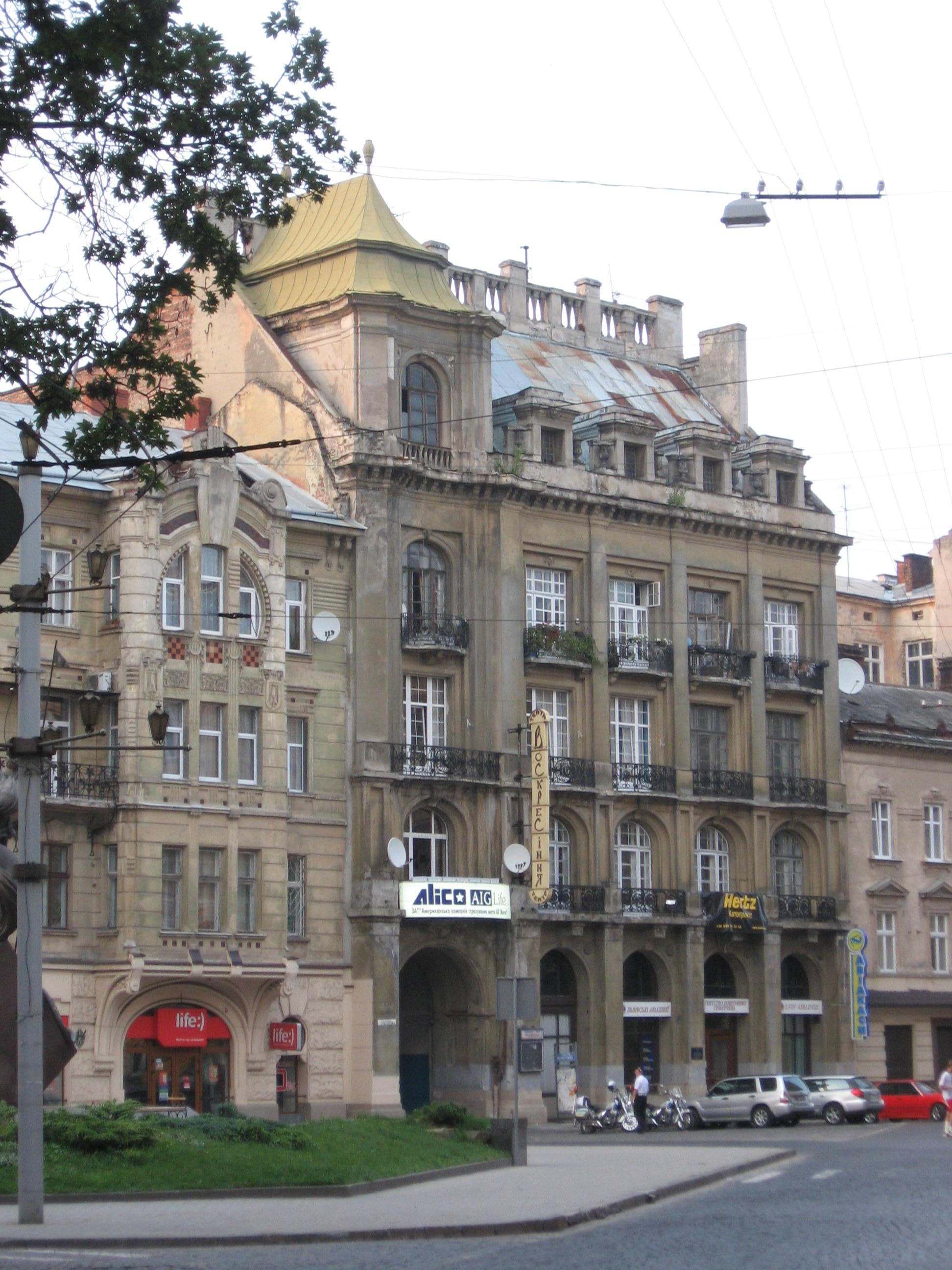
Здание, где Львовский театр «Воскресение» занимает часть первого этажа

Льво́вский духо́вный теа́тр «Воскресе́ние» — театр во Львове (Украина), расположен на площади генерала Григоренко, 5. Основан в 1990 году режиссёром Ярославом Федорышиным и группой молодых актёров из разных городов Украины.
Труппа театра «Воскресение» принимала участие в нескольких международных театральных фестивалях в Польше, Шотландии, Сербии, Латвии, в традиционном львовском фестивале «Золотой Лев», а также фестивалях в Киеве, Ялте, Энергодаре.
Театр ставил «Благовещенье Марии» П.Клоделя, «Каин» Дж. Байрона, «Начало ужаса» В.Шевчука, «Кто мы…» Н.Садур, «Источник святых» Дж.-М.Синга, а также чеховские «Три сестры», «Дорога в Дамаск» А.Стриндберга.
Жилое помещение в котором размещается театр было выстроено в 1910-е годы (польский архитектор И.Пионтковский). Внизу здания размещался крупнейший в городе кинотеатр (в годы советской власти — кинотеатр «Пионер»), помещение которого ныне используется театром «Воскресение».